# James Oates
Pour les articles homonymes, voir Oates.
James Oates né le 18 avril 1998, est un joueur britannique de hockey sur gazon. Il évolue au poste de milieu de terrain au Hampstead & Westminster HC et avec les équipes nationales anglaise et britannique.

## Carrière
- Équipe nationale U21 de 2016 à 2019.
- Il a débuté en équipe nationale première le 4 février 2022 avec l'Angleterre contre l'Espagne à Valence lors de la Ligue professionnelle 2021-2022[2].

## Palmarès
- : 1er à la Sultan of Johor Cup en 2018 avec la Grande-Bretagne
- : 1er à la Sultan of Johor Cup en 2019 avec la Grande-Bretagne
- : 2e à l'Euro U21 en 2019 avec l'Angleterre